# Sint-Martinuskerk (Halsteren)
De Sint-Martinuskerk is een 15e-eeuws gotisch kerkgebouw in Halsteren. Het bevindt zich aan Dorpsstraat 20.

## Geschiedenis

### Voorgeschiedenis
Al in de 12e eeuw was er al sprake van een kerk in de omgeving van Halsteren, die zich in het dorp Polder ten westen van het huidige Halsteren bevond en gesticht was door Zeeuwse edelen. Deze kerk zou, samen met het dorp, bij de Allerheiligenvloed van 1570 in de golven zijn verdwenen. In de 14e eeuw werd bovendien een aan Sint-Martinus gewijde kerk op de Brabantse Wal gebouwd. Dit was de kerk van Halsteren. Deze werd later uitgebreid. In 1457 begon men op het 14e-eeuws muurwerk van deze kerk met de bouw van een driezijdig gesloten koor. Tussen 1495 en 1502 werd het schip met zijbeuken, alsmede het lagere transept, gebouwd. De 14e-eeuwse toren werd in het schip ingebouwd en verhoogd met een klokkengeleding.
In 1580 woedde in Bergen op Zoom de Soldatenfurie, waarbij de Staatsgezinden veel kerkelijke bezittingen vernielden. Bovendien mochten er daarna in Bergen op Zoom en Zeeland geen katholieke godsdienstoefeningen meer worden gehouden. De katholieke gelovigen kwamen toen naar de Sint-Martinuskerk te Halsteren, die in zekere zin als grenskerk ging fungeren. Dit werd echter in 1627 door de Staatse autoriteiten verboden. In 1648 kwam de Sint-Martinuskerk in protestantse handen. De katholieken brachten hun kerkschatten in veiligheid, maar deze raakten in vergetelheid en werden pas in 1920 bij toeval teruggevonden. De katholieken betrokken in het geheim een schuilkerk in de Celsche Hoeve te Lepelstraat. Na 1672 kon dit openlijker gebeuren en in 1731 werd het weer toegestaan om een pastoor te hebben. Toen in 1747 de Fransen binnenvielen, traden deze zeer gewelddadig op en werd de Halsterse pastoor zo zwaar mishandeld dat deze zes dagen later overleed.
In 1760 mocht de schuurkerk in Lepelstraat worden vergroot en in 1799 kregen de katholieken hun kerk te Halsteren weer terug. Deze werd in 1802 weer in gebruik genomen en bleef als zodanig fungeren tot 1913. De Hervormden konden in 1825 een kerkje aan de Schoolstraat betrekken. De parochie kreeg echter in 1803 een reliek van de Heilige Quirinus van Siscia (een andere heilige dan Quirinus van Rome, die vanouds werd vereerd), en de parochie verving Sint-Martinus door Sint-Quirinus als patroonheilige. In 1913 werd een nieuwe Sint-Quirinuskerk ingewijd. De historische oude kerk kwam leeg te staan en er waren plannen om deze te slopen en op de plaats ervan een school te bouwen. Dit ging niet door wegens geldgebrek, waarop de kerk werd verkocht aan het Rijk en ging fungeren als opvangcentrum voor Belgische vluchtelingen in de Eerste Wereldoorlog. Later werd de kerk onder meer als café en aardappelopslagplaats en nog veel meer gebruikt.

### Protestantse kerk
In 1962 werd de kerk gerestaureerd en opnieuw ingericht voor de -nu weer protestantse- eredienst. Het kerkje aan de Schoolstraat was immers veel te klein geworden voor het toenemend aantal protestanten, waartoe onder meer het personeel van het ziekenhuis Vrederust behoorde. Daartoe moest echter kerkmeubilair worden aangekocht. Aldus bezit de kerk een 17e-eeuwse preekstoel die afkomstig is uit de Eindhovense Vaste Burchtkerk. Ook werd een doophek uit 1641 aangekocht. Dit werd vervaardigd door Reiner Claeszn. en bevond zich voordien in de kerk van Winkel. Het orgel werd in 1836 vervaardigd door Johannes Wilhelmus Timpe voor de katholieke kerk te Veenhuizen, in 1904 aangekocht door het Rijk en in 1967 geplaatst in Halsteren. De protestanten gaven de kerk ook weer de oorspronkelijke naam: Sint-Martinuskerk. In 2008 volgde nog een restauratie.